# Vie privée (film, 2025)
Pour les articles homonymes, voir Vie privée (homonymie).
Pour plus de détails, voir Fiche technique et Distribution.
Vie privée est un film policier français réalisé par Rebecca Zlotowski et sorti en 2025.
Il est présenté « hors compétition » au Festival de Cannes 2025.
Le film raconte l'histoire d'une psychiatre qui commence à enquêter de manière indépendante après le meurtre présumé d'une de ses patientes. Le rôle principal est tenu par Jodie Foster, qui joue aux côtés de Daniel Auteuil, Virginie Efira et Mathieu Amalric.

## Synopsis
Lilian Steiner travaille comme psychiatre et est reconnue dans sa profession. Lorsqu'un jour, l'une de ses patientes décède, elle s'inquiète. Lilian est convaincue qu'il s'agit d'un meurtre. Elle commence alors à enquêter de son côté,.

## Fiche technique
Sauf indication contraire, les informations mentionnées dans cette section peuvent être confirmées par les bases de données cinématographiques Allociné et Unifrance,  présentes dans la section « Liens externes ».
- Titre français : Vie privée
- Réalisation : Rebecca Zlotowski
- Scénario : Anne Berest, Gaëlle Macé et Rebecca Zlotowski
- Musique : Rob
- Décors : Katia Wyszkop
- Costumes : Laurence Glentzlin et Bénédicte Mouret
- Photographie : George Lechaptois
- Son : Nicolas Cantin et Thomas Desjonquères
- Montage : Géraldine Mangenot
- Production : Frédéric Jouve
  - Production exécutive : Albert Blasius
- Sociétés de production : Les Films Velvet, en coproduction avec Auvergne-Rhône-Alpes Cinéma, Buenos Hair et France 3 Cinéma en association avec 9 SOFICA
- Sociétés de distribution : Ad Vitam (France) ; September Film (Belgique)
- Format : couleur — 2:39,1 — son 5.1
- Pays de production :  France
- Langue originale : français
- Genre : drame, énigme, policier
- Durée : 105 minutes
- Dates de sortie :
  - France : 20 mai 2025 (Festival de Cannes 2025) ; 26 novembre 2025 (sortie nationale)[1]
  - Canada : septembre 2025 (Festival de Toronto)

## Distribution
- Jodie Foster : Lilian Steiner
- Daniel Auteuil : Gabriel Haddad
- Virginie Efira : Paula Cohen-Solal
  - Emma Ravier : Paula, à 20 ans
- Mathieu Amalric : Simon Cohen-Solal
- Vincent Lacoste : Julien Haddad-Park
- Luàna Bajrami : Valérie Cohen-Solal
- Noam Morgensztern : Pierre Hallan, patient fumeur
- Sophie Guillemin : Jessica Grangé
- Frederick Wiseman : Dr Goldstein
- Aurore Clément : Perle Friedman
- Irène Jacob : Vera
- Park Ji-min : Vanessa Haddad-Park
- Jean Chevalier : Cameron
- Scott Agnesi Delapierre : le voisin
- Lucas Bleger : Jacky Tiffou, homme à la veillée
- Jérôme Lenôtre : l'homme du bus

## Production

### Genèse et développement
Vie privée est le sixième long métrage de la réalisatrice française Rebecca Zlotowski. Le scénario original est écrit par Anne Berest et Zlotowski en collaboration avec Gaëlle Macé. Cette dernière avait déjà collaboré au scénario du film Grand Central (2013) de la réalisatrice. C'est la première œuvre dans le style policier que la réalisatrice met en scène. Auparavant, elle s'était consacrée à des drames et à des films romantiques, dont le dernier en date, Les Enfants des autres (2022), une œuvre primée avec Virginie Efira dans le rôle principal, a également rencontré un certain succès auprès du public. Des organes de presse comme Blickpunkt:Film l'ont présenté comme un film à suspense.

### Attribution des rôles
Jodie Foster est engagée pour le rôle principal de Lilian Steiner, la thérapeute chargée de l'enquête. L'actrice américaine, qui parle couramment le français, a joué dans plusieurs films français au cours de sa carrière. Elle est d'abord apparue enfant dans la comédie Moi, fleur bleue (1977) d'Éric Le Hung, aux côtés de Jean Yanne, Sydne Rome et Bernard Giraudeau. Elle est ensuite à l'affiche du film Le Sang des autres (1984) de Claude Chabrol puis dans Un long dimanche de fiançailles (2004) de Jean-Pierre Jeunet. Plus récemment, début 2025, Foster est récompensée par un Golden Globe pour son interprétation d'une policière enquêtrice dans la saison 4 de la série policière américaine True Detective. Par le passé, elle avait exprimé publiquement à plusieurs reprises, lors de visites en France, le souhait de jouer à nouveau dans un film français.
Rebecca Zlotkowski a de nouveau fait appel à Virginie Efira pour l'un des rôles. Le reste de la distribution était composé de Daniel Auteuil, Mathieu Amalric, Vincent Lacoste, la jeune Luàna Bajrami et l'actrice-réalisatrice Sophie Letourneur.

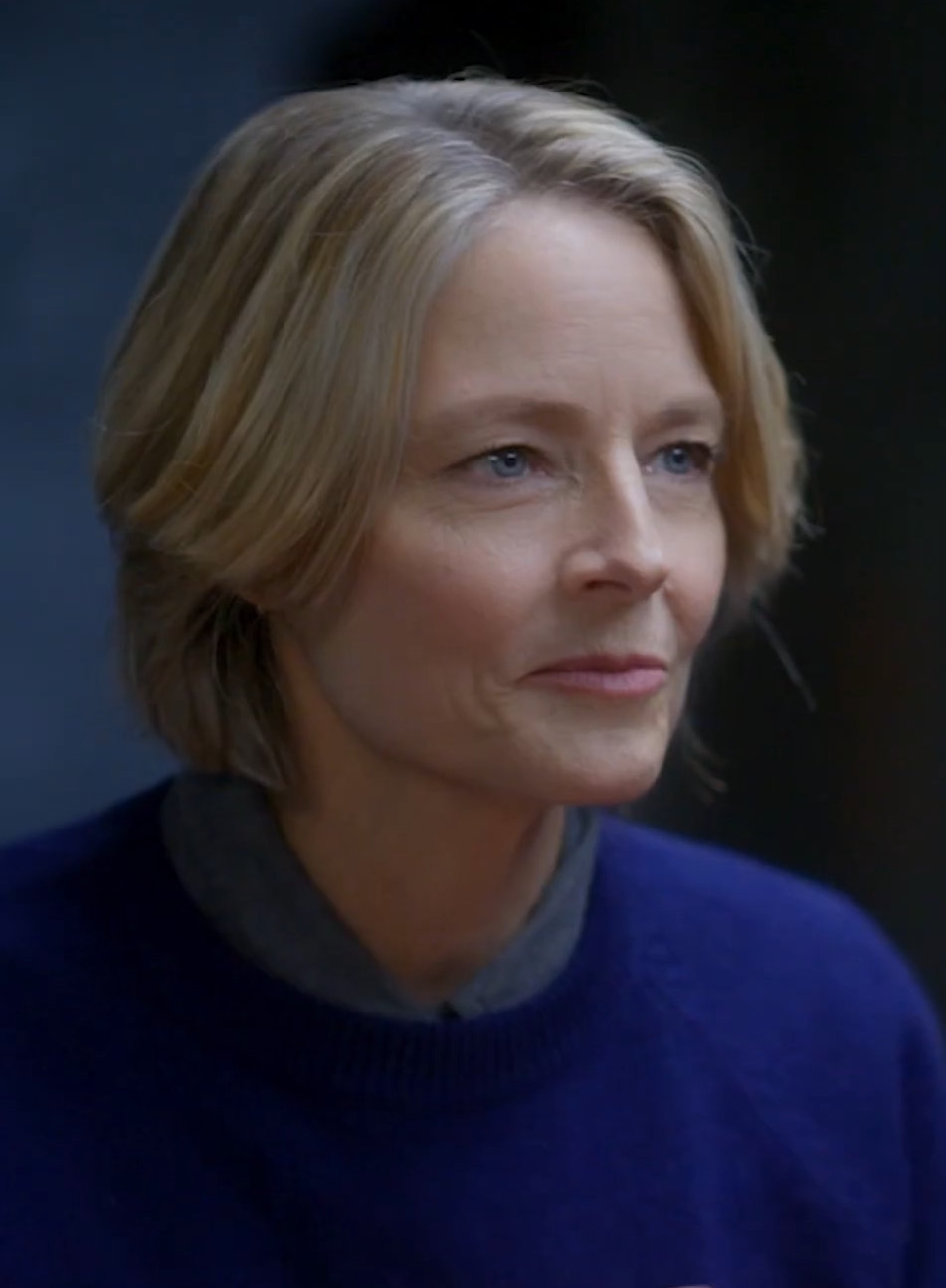
Jodie Foster (2024)
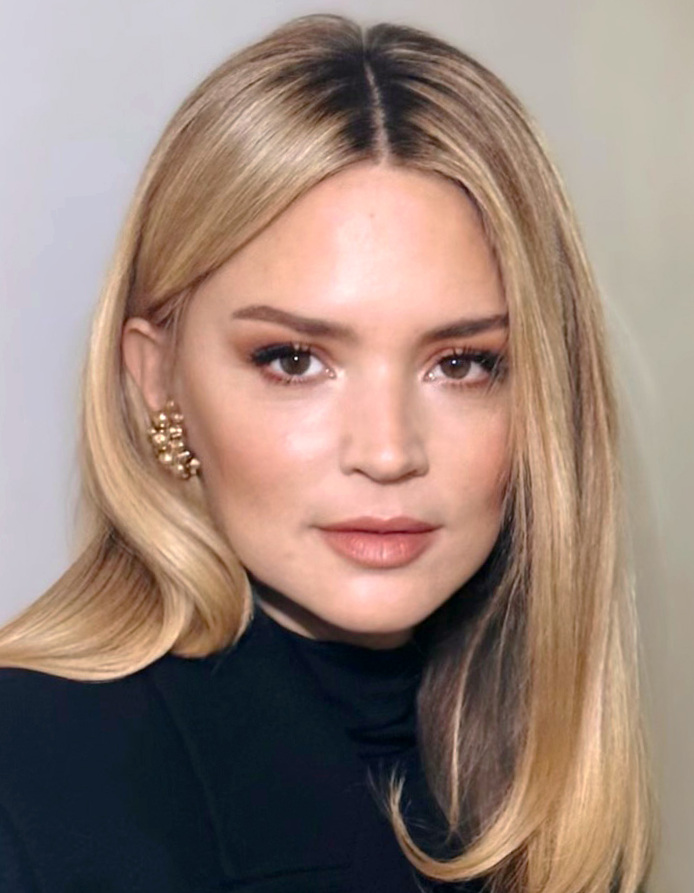
Virginie Efira (2023)
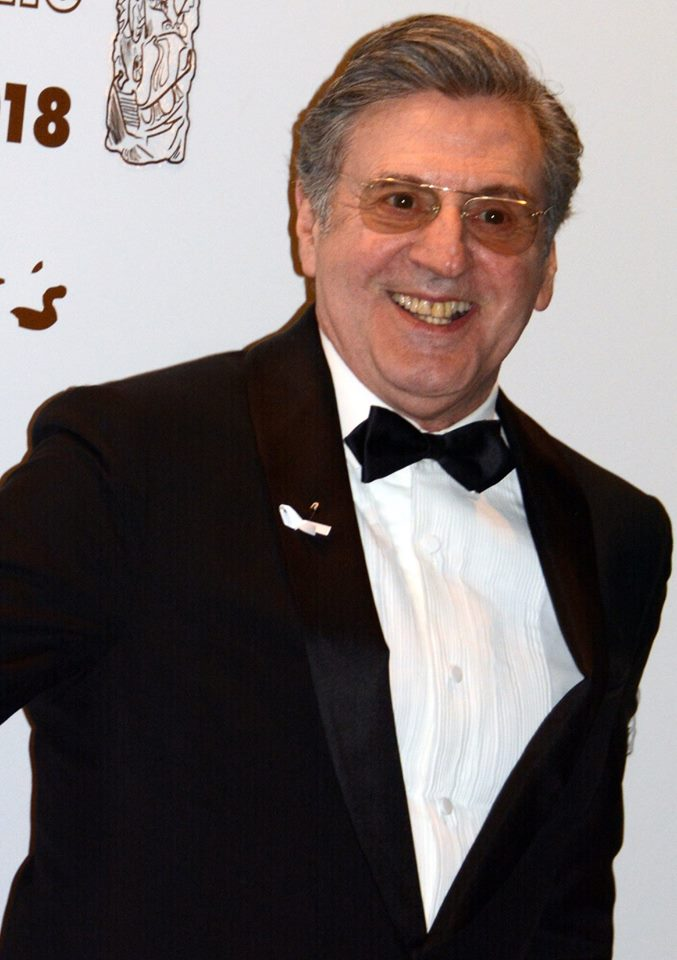
Daniel Auteuil (2018)
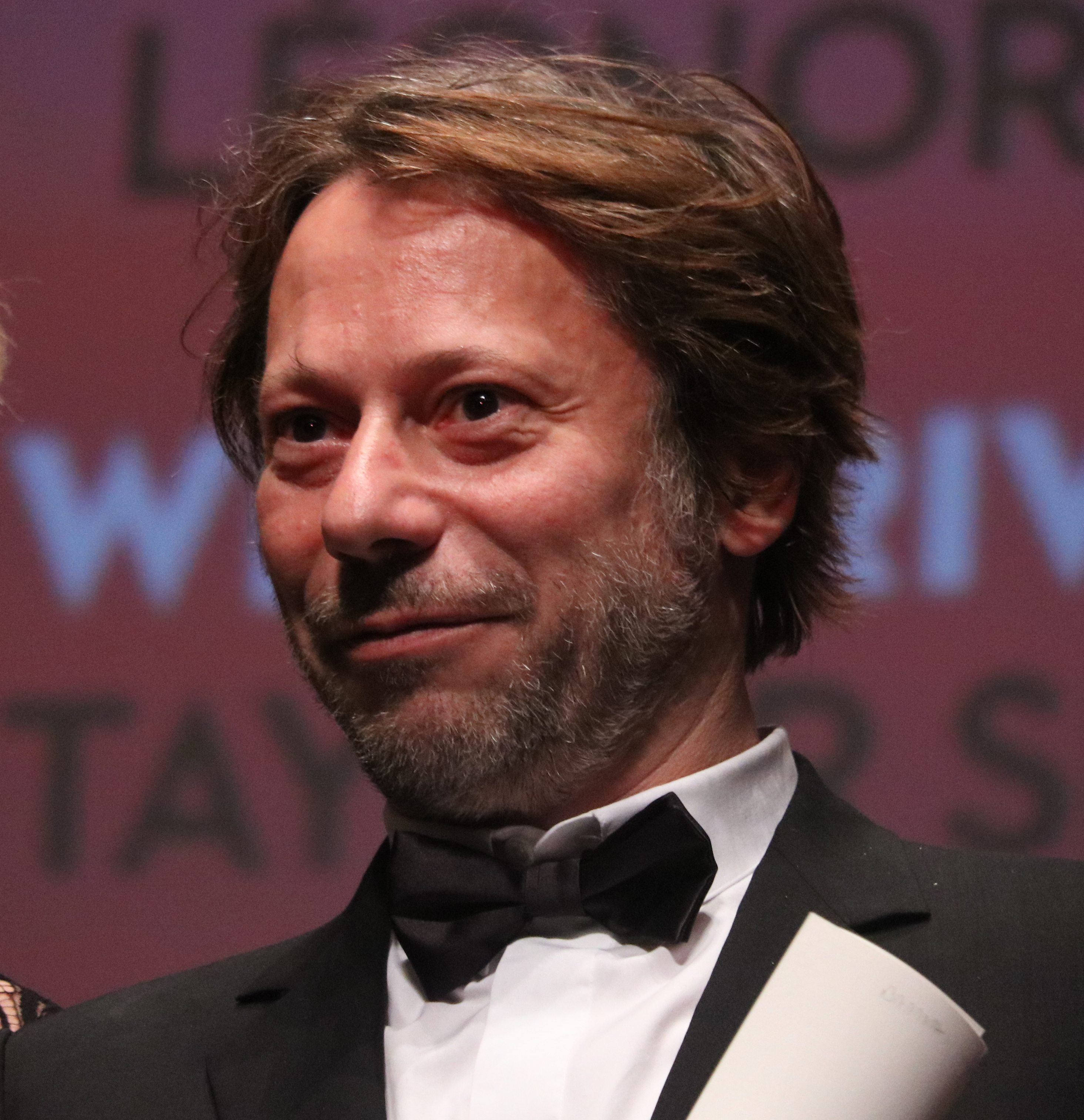
Mathieu Amalric (2017)
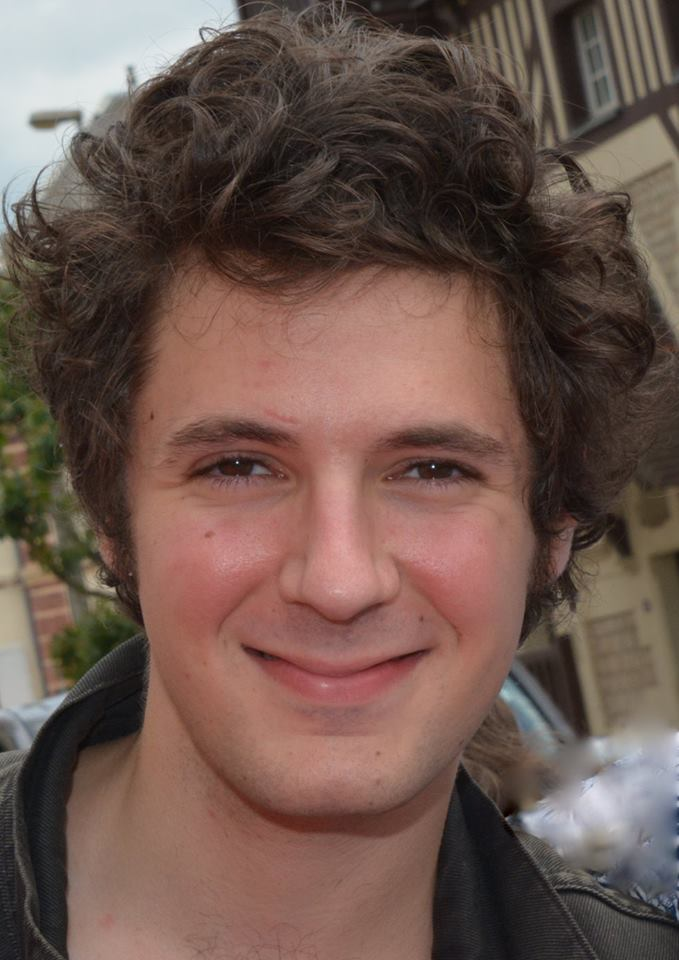
Vincent Lacoste (2018)
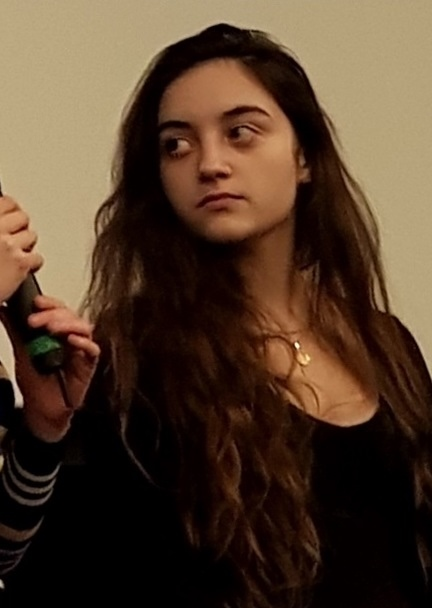
Luàna Bajrami (2018)
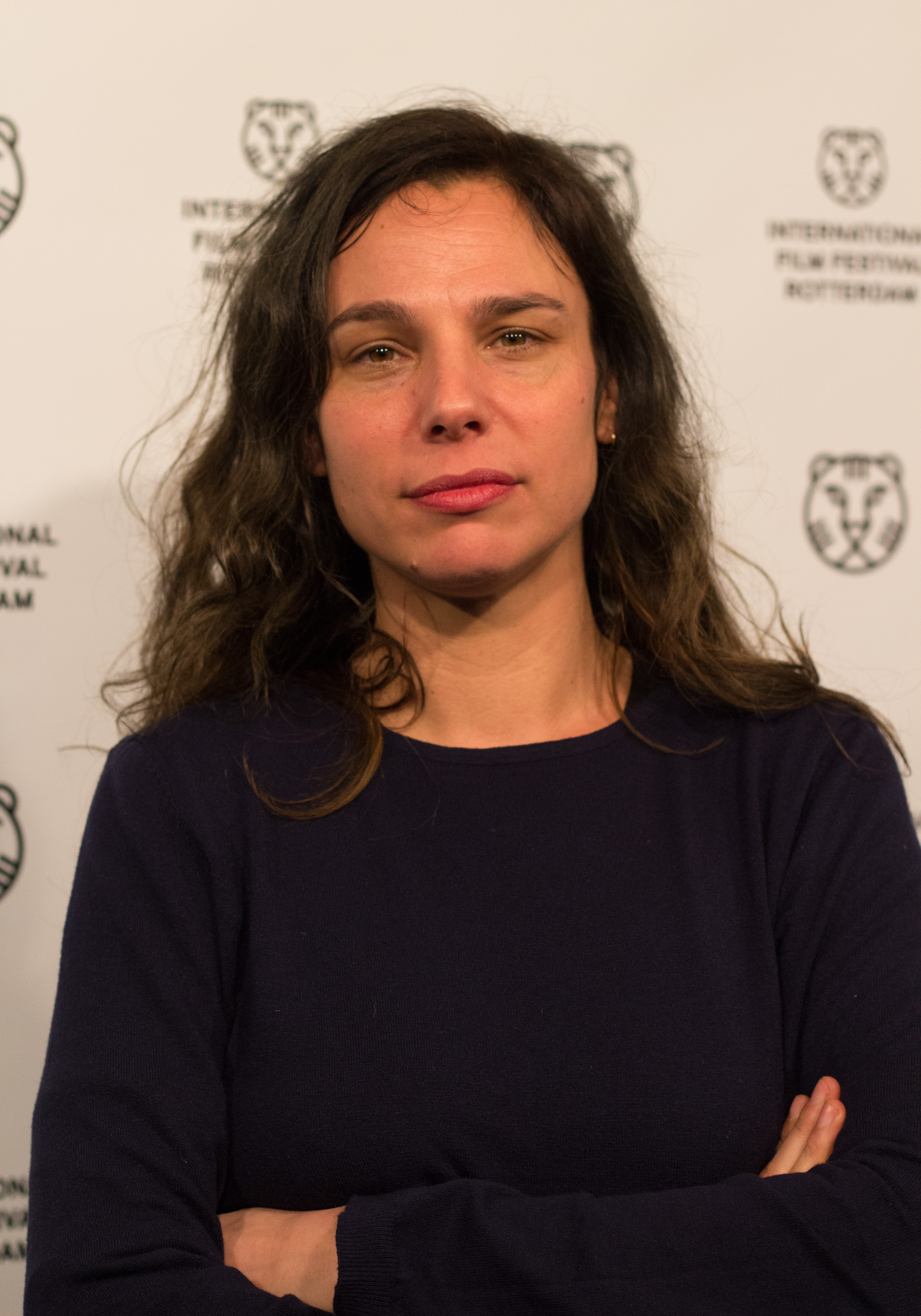
Sophie Letourneur (2020)

### Tournage
Le tournage débute fin septembre 2024. Il se déroule à Paris et en Normandie. Le chef opérateur est George Lechaptois, un compagnon de longue date de Rebecca Zlotowski, qui l'avait assistée pour tous les films qu'elle avait réalisés jusqu'à présent ainsi que pour la série Les Sauvages (2019).
Il s'acheve fin novembre 2024.
Frédéric Jouve participe au projet en tant que producteur pour Les Films Velvet, qui a également assumé la même tâche pour tous les films précédents de Rebecca Zlotowski. France 3 Cinéma est coproducteur. Canal+ a préempté les droits du film. L'exploitation sur le marché international est assurée par la société Goodfellas.

## Distinctions

### Sélections
- Festival de Cannes 2025 : sélection officielle, hors compétition